# Magdalena Mabarak
María Magdalena Mabarak Pancardo (Tuxpan, 27 de mayo de 1899 - Ciudad de México, 27 de junio de 1983), también conocida como Magda Mabarak, fue una escritora, poeta, cuentista y conferencista mexicana, madre del compositor mexicano Carlos Jiménez Mabarak.

## Biografía
Magda nació en Tuxpan, Veracruz en el año de 1899, en el seno de una familia de origen libanés.
Fue principalmente autodidacta y colaboró con grupos teatrales. Durante una estancia en Guatemala (1923-1927), publicó dos libros: en Quetzaltenango (1925), Del jardín interior, su primer libro de poemas en prosa y verso, y dos años más tarde, Burbujas y libélulas, observaciones y reflexiones sobre diversos asuntos. Durante 1925 a 1927 colaboró en el periódico Nuestro diario, en una sección titulada Yo digo...
En 1927, en misiones diplomáticas, viajó a Santiago de Chile, donde vivió cerca de cinco años y publicó Sándalo, libro de veinte poemas en prosa inspirado en las culturas orientales, ilustrado por Roberto Montenegro.
Tras una estadía en Europa, se trasladó a La Habana, Cuba, donde dictó conferencias sobre arte y poesía en el Círculo de Amigos de la Cultura Francesa y otro ciclo, auspiciado por la Embajada de México, sobre la Revolución Mexicana.
Organizó exposiciones de artesanía mexicana y colaboró en el periódico El Mundo y en la revista Carteles, hasta 1937, cuando volvió definitivamente a México. De regreso, publicó en 1949 Dátiles, libro de cuentos provenientes de la tradición oral y las costumbres orientales, basados en las narraciones de otros emigrantes.
Formó parte del Ateneo Mexicano de Mujeres, del Club Internacional de Mujeres, el Consejo de Mujeres de México, la Unión Femenina Iberoamericana y Escritoras y Periodistas de México, entre otras asociaciones. Fue también funcionaria y maestra en el Instituto de Seguridad y Servicios Sociales de los Trabajadores del Estado (ISSSTE), dictó conferencias en numerosos foros de América Latina.
Murió en la Ciudad de México el 27 de junio de 1983.

## Obra
Burbujas y libélulas (1927)
Sándalo, poemas de oriente (1940)
Dátiles: Cuentos del Líbano (1956)